# Скордија
Скордија (итал. Scordia) је насеље у Италији у округу Катанија, региону Сицилија.
Према процени из 2011. у насељу је живело 16645 становника. Насеље се налази на надморској висини од 160 м.

## Становништво
Према резултатима пописа становништва 2011. у општини је живело 17.185 становника.
| 1931.  | 1936.  | 1951.  | 1961.  | 1971.  | 1981.  | 1991.  | 2001.  | 2011.  |
| ------ | ------ | ------ | ------ | ------ | ------ | ------ | ------ | ------ |
| 10.610 | 10.672 | 12.397 | 14.443 | 15.372 | 16.252 | 16.787 | 17.022 | 17.185 |